# 克西乡
克西乡是中华人民共和国西藏自治区山南市贡嘎县下辖的一个乡。

## 行政区划
克西乡下辖以下村级行政区划单位：
白康村、修吾村和克西村。